# Décembre 1875

## Naissances
- 1er décembre : Paul Crokaert, homme politique belge († 4 avril 1955).
- 4 décembre : Rainer Maria Rilke, écrivain de langue allemande († 30 décembre 1926).
- 5 décembre, Arthur Currie, général lors de la première guerre mondiale.
- 18 décembre : Carlos María Herrera, peintre uruguayen († 28 mars 1914).
- 19 décembre : Erich Klossowski, historien de l'art et un peintre français d'origine polonaise mais originellement de nationalité prussienne († 23 janvier 1949).
- 21 décembre : 
  - Georges Mailfert (mort le 10 janvier 1939), as français de la Première Guerre Mondiale
  - Monroe Silver (mort le 3 mai 1947), acteur de voix-off américain
  - Adolf Bestelmeyer (mort le 21 novembre 1957), physicien expérimental allemand

- 25 décembre : Theodor Innitzer, cardinal autrichien, archevêque de Vienne (Autriche) († 9 octobre 1955).

## Décès
- 14 décembre : Marie-Anne Gaboury, grand-mère de Louis Riel.
- 22 décembre : Zsigmond Kemény, écrivain hongrois (° 1814).
- 24 décembre : Jean de Naeyer, avocat et homme politique belge (° 25 mai 1808).